# Вулиця Жамбила Жабаєва (Київ)
Ву́лиця Жамби́ла Жаба́єва — вулиця в Шевченківському районі міста Києва, розташована в межах місцевості Волейків. Пролягає від вулиць Парково-Сирецької і Табірної до Магістральної вулиці. 
Прилучаються вулиці Авіаконструктора Ігоря Сікорського і Новоукраїнська, Кузьминський провулок та залізничний шляхопровід.

## Історія
Вулиця виникла в 1-й чверті XX століття. Назву Кузьминська вперше зафіксовано в документі 1924 року. На німецькій карті міста 1943 року позначена під назвою Кринична, а під назвою Кузьминська на цій карті позначено сучасну вулицю Авіаконструктора Ігоря Сікорського. Сучасна назва — з 2008 року, на честь акина Жамбила Жабаєва. Офіційна церемонія відкриття меморіальної дошки та перейменування відбулося в травні 2009 року.
1968 року в садибі № 4 було відкрито нові приміщення Республіканської художньої середньої школи імені Т. Г. Шевченка (РХСШ) — нині Київський державний художній ліцей імені Т.Г. Шевченка.
У квітні 2012 року на території парку «Нивки», що прилучається до вулиці Авіаконструктора Ігоря Сікорського, неподалік від перетину з вулицею Жамбила Жабаєва, за ініціативи посольства Казахстану у Києві встановлено пам'ятник Жамбилу Жабаєву.
До 1980-х років на Микільській слобідці існувала Джамбульська вулиця, ліквідована у зв'язку зі знесенням старої забудови.